# Экспериментальное кино
Экспериментальное кино (англ. experimental film), или авангардное кино (англ. avant-garde cinema) — способ кинопроизводства, который коренным образом пересматривает кинематографические условности и исследует не-нарративные формы или альтернативы традиционным повествованиям или методам работы. Многие экспериментальные фильмы, особенно ранние, тесно связаны с другими видами искусства: живопись, танец, литература и поэзия; или возникают в результате исследований и разработки новых технических ресурсов.
Подавляющее большинство экспериментальных фильмов снимается с очень низкими бюджетами с минимальной съёмочной группой (либо вовсе одним человеком), и являются либо самофинансируемыми, либо поддерживаются небольшими грантами. Они часто содержат нелинейные подходы к сюжетным линиям, радикальные методы кинопроизводства и вопиющее пренебрежение к кинематографическому статус-кво, иногда же могут вовсе не иметь какого-либо сюжета.
Кинематографисты-«экспериментаторы» обычно начинают как любители, и некоторые используют экспериментальные фильмы как трамплин для коммерческого кинопроизводства или перехода на «серьёзные ленты». Целью экспериментального кинопроизводства может быть передача личного ви́дения художника или поощрение интереса к новым технологиям, а не развлечение или получение прибыли, как в случае с коммерческими фильмами.

## Определение термина
Экспериментальное или авангардное кино — это стиль кинопроизводства, использующий неортодоксальные методы нетрадиционного повествования для создания произведений, которые можно охарактеризовать только как уникальные.
Термин «экспериментальное кино» описывает несколько стилей кинопроизводства, которые часто отличаются от практики массового коммерческого и документального кино и часто противопоставляются ей. Термин «авангардное кино» также используется для обозначения фильмов подобного рода, но преимущественно в отношении лент, снятых в 1920-е годы во Франции, Германии и СССР; а термин «андеграундное кино» использовался в 1960-е годы, хотя у него были и другие коннотации. Сегодня преобладает термин «экспериментальное кино», потому что можно снимать экспериментальные фильмы без присутствия какого-либо авангардного движения в сфере культуры.
Экспериментальный фильм часто характеризуется отсутствием линейного повествования, использованием различных приёмов абстрагирования — расфокусировки, рисования или царапания на плёнке, быстрого монтажа — использованием асинхронного («не-диегезис») звука или даже полным отсутствием любого звукового сопровождения. Цель режиссёров таких фильмов часто состоит в том, чтобы настроить зрителя на более активное и вдумчивое отношение к фильму. По крайней мере, на протяжении 1960-х годов и в некоторой степени после многие экспериментальные фильмы занимали оппозиционную позицию по отношению к мейнстрим-культуре.
Наиболее типичные черты экспериментального кино — не-повествовательный, импрессионистский или поэтический подходы к построению фильма.
По сути, экспериментальные фильмы обеспечивают новый способ ви́дения мира, который свободен от традиционного смысла «повествования» и, вместо этого, общается чисто визуальным способом.
Количество фильмов, считающихся авангардными, огромно. Сегодня, как термин, применяемый к фильмам, авангард используется в более широком смысле для обозначения всех кинолент, созданных экспериментально. Преодолевая ограничения повествования, времени и техники, эти картины представляют большой интерес для студентов-кинематографистов и дилетантов.
Вообще, понятия «экспериментальный», «авангардный», «андеграундный», «независимый» касательно таких фильмов часто смешиваются и путаются, провести между ними чёткое разделение обычно бывает нелегко.

## История европейского авангарда

### Зарождение (1920-е годы)
В 1920-е годы два фактора поспособствовали появлению экспериментального кино в Европе. Во-первых, кино доросло до уровня «посредника», и высокоинтеллектуальное сопротивление массовым развлечениям начало ослабевать. Во-вторых, к тому времени уже процветали авангардные течения в изобразительном искусстве. Киноискусством увлеклись дадаисты и сюрреалисты.
Примечательные «экспериментальные» кинематографисты (актёры, режиссёры и др.) того периода: Франсис Пикабиа, Марсель Дюшан, Ман Рэй, Ханс Рихтер, Жан Кокто, Жермен Дюлак, Викинг Эггелинг, Фернан Леже, Альберто Кавальканти, Вальтер Руттман, Дзига Вертов, Луис Бунюэль, Оскар Фишингер, Лен Лай.
Примечательные экспериментальные кинофильмы того периода: «Антракт» (1924), «Механический балет» (1924), «Анемичное кино» (1926), «Берлин — симфония большого города» (1927), «Человек с киноаппаратом» (1929), «Андалузский пёс» (1929; соавтор сценария и исполнитель одной из главных ролей — Сальвадор Дали).

### Франция
Во Франции существовала ярко выраженная группа «экспериментальных» кинематографистов. Киновед Дэвид Бордуэлл особо выделяет следующих: Абель Ганс, Жан Эпштейн, Марсель Л’Эрбье и Димитрий Кирсанов.
Характерной особенностью французского экспериментального кино было сочетание в себе повествовательных экспериментов, ритмического монтажа и операторской работы, а также акцент на субъективности персонажей.
В 1952 году авангардное движение леттристов вызвало беспорядки на Каннском кинофестивале, когда был показан фильм Исидора Изу «Договор слюны и вечности». Вскоре это движение раскололось, и «ультра-леттристы» продолжили доказывать, что «кино умерло», начали создавать свои фильмы по методу гиперграфики; особо ярко в этом ряду выделяется лента «Вопли в пользу де Сада» (1952) Ги Дебора.

### СССР
Советские кинематографисты в 1920-х годах довольно активно снимали экспериментальные фильмы, и даже создали направление, получившее название «Советская школа монтажа». Яркие кинематографисты-«экспериментаторы» того времени — Дзига Вертов, Сергей Эйзенштейн, Лев Кулешов, Александр Довженко, Всеволод Пудовкин.

### Италия
У Италии исторически были сложные отношения со своей авангардной сценой, хотя рождение кинематографа совпало с зарождением итальянского футуризма.
Потенциально новая среда кинематографа идеально соответствовала интересам футуризма, известного продвижением новой эстетики, движения и способов восприятия; особенно учитывая увлечение футуристов ощущением скорости и динамизма современной жизни. Однако, многое из итальянского футуристического кинематографа осталось лишь на бумаге, в сценариях, много фильмов были утеряны, а другие так и не были сняты. Возможно, итальянские футуристы были одной из первых авангардных групп кинематографистов, посвятивших себя потенциалу изображения, восхваляющих движение и стремящихся к анти-нарративной эстетике. По этому поводу Филиппо Маринетти сказал:

Кино — это автономное искусство. Поэтому кино никогда не должно копировать сцену. Кинематограф, будучи по сути визуальным, должен прежде всего соответствовать эволюции живописи, отрываться от реальности, от фотографии, от изящного и торжественного.

Один из самых видных итальянских кинорежиссёров того периода — Антон Брагалья.

## Довоенный и послевоенный американский авангард: рождение экспериментального кино
До Второй мировой войны в США выходили авангардные фильмы, хотя их было очень немного. Первые из получивших известность: «Манхэттен» (1921), «Жизнь и смерть актёра из массовки под номером 9413» (1928). В начале 1930-х годов художник Эмлен Эттинг стал режиссёром нескольких танцевальных фильмов, которые ряд кинокритиков назвал «экспериментальными». Врач и меценат Джеймс Сибли Уотсон выпустил экспериментальные кинокартины «Падение дома Ашеров» (1928) и «Лот в Содоме» (1933).
Несколько экспериментальных лент (в европейском стиле) создали полимат Гарри Эверетт Смит, режиссёр Мэри Эллен Бьют, художник Джозеф Корнелл.
В 1930 году начал издаваться журнал Experimental Cinema, но особой популярности он не получил и вскоре прекратил своё существование.
В 2005 году большое количество экспериментальных и авангардных кинолент довоенного периода было отреставрировано и выпущено на DVD под названием Unseen Cinema: Early American Avant Garde Film 1894—1941.
В 1943 году свет увидела получившая довольно широкую известность кинокартина «Полуденные сети». В какой-то степени она стала эталоном американского экспериментального кино; в таком же стиле были ранние работы Кеннета Энгера, Стэна Брэкиджа, Ширли Кларк, Йонаса Мекаса, Мари Менкен, Кёртиса Харрингтона, Лайонела Рогозина.
После окончания своей голливудской карьеры экспериментальным кино занялись такие известные режиссёры как Николас Рэй и Кинг Видор.
Теоретик кино П. Адамс Ситни предложил концепцию «визионерского фильма», также он обозначил несколько поджанровых категорий, включая мифопоэтический фильм, структурный фильм, трансовый фильм и совмещённый фильм, чтобы описать историческую морфологию экспериментального кино в американском авангарде с 1943 по 2000-е годы.

### Новое американское кино и структурный материализм
Основная статья — Структурный фильм.

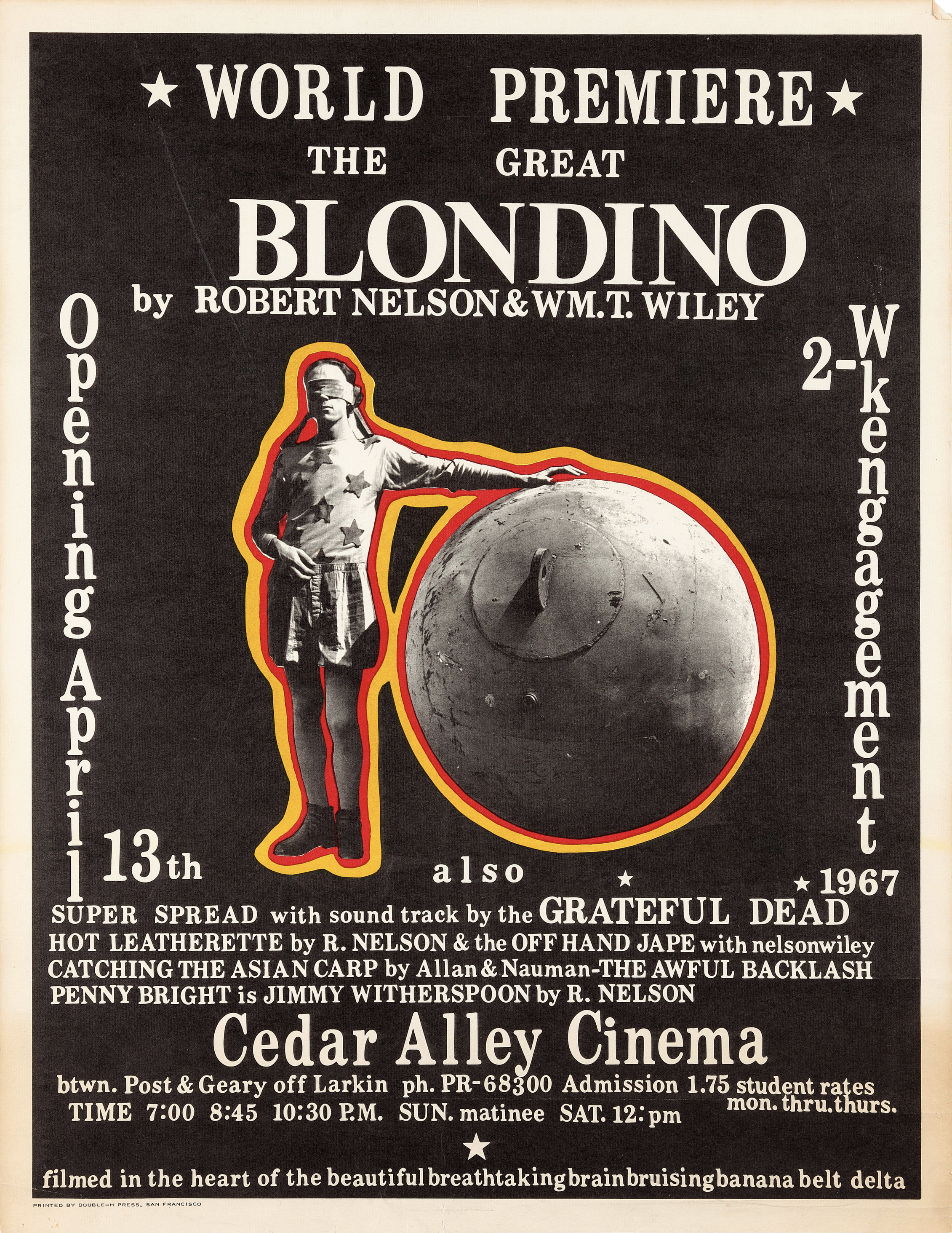
Постер фильма «Великий Блондино» (1967)

Киносообщество и модель самофинансирования сохранялись в течение следующих двух десятилетий, но к началу 1960-х годов в творчестве американских кинематографистов-авангардистов стало заметно иное мировоззрение. Такие режиссёры как Майкл Сноу, Холлис Фрэмптон, Кен Джейкобс, Пол Шариц, Тони Конрад начали делать экспериментальное кино, которое вскоре получило собственное обозначение: структурный фильм. Ключевые особенности такого кино — фиксированное положение камеры, эффект мерцания, повторная съёмка за кадром и циклическая печать. В этом стиле художник Брюс Коннер создал киноленты «Фильм» (1958) и «Космический луч» (1962).
В 2000 году в журнале Art in America был опубликован критический обзор «структуралистов». В нём структурно-формализм рассматривался как консервативная философия кинопроизводства.

### 1960-е — 1970-е и наши дни: искусство времени в ландшафте концептуального искусства
В 1970-х годах концептуальное искусство продвинулось ещё дальше. Художник Роберт Смитсон создал несколько фильмов о своих ленд-арт-работах; концептуальные картины снимала художница Йоко Оно. На сцену вышло новое поколение, многие из которых были учениками ранних авангардистов. Лесли Торнтон, Пегги Ахвеш, Сью Фридрих расширили работу структуралистов, включив в неё более широкий спектр содержания, сохраняя при этом саморефлексивную форму.
Энди Уорхол, известная фигура поп-арта и множества других форм искусства, снял более 60 фильмов на протяжении 1960-х годов, большинство из которых были экспериментальными. Позднее такие кинематографисты, как Крейг Болдуин и Джеймс О’Брайен, использовали архивные кадры в сочетании с нарративами игровых фильмов в форме смешанного кино с сильным социально-политическим подтекстом. «Взлётная полоса» (1962) Криса Маркера состоит почти полностью из неподвижных фотографий, сопровождаемых повествованием. Хонас Куарон в своей ленте «Год ногтя» (2007) использует фотографии своих друзей и семьи, сделанные лично, в сочетании с нарративом, чтобы рассказать зрителю вымышленную историю. Другие примечательные фильмы, выполненные в этой технике — «Догвилль» (2003, реж. Ларс фон Триер), почти все ленты Дэвида Линча.

### Феминистский авангард и другие ответвления
Творчество Лоры Малви положило начало расцвету феминистского кинопроизводства, основанного на идее о том, что традиционный голливудский нарратив укрепляет гендерные нормы и патриархальный взгляд. Ответом стало сопротивление этому нарративу таким образом, чтобы показать все его слабые места и несоответствия. Две крупнейшие феминистки-кинематографистки экспериментального толка 1970-х годов — Шанталь Акерман и Салли Поттер. С расцветом видео-арта мир узнал имена таких арт-феминисток как Марта Рослер и Сесилия Кондит.
В 1980-х годах феминистский, гомосексуальный и другой подобный экспериментальный кинематограф развивался, и такие режиссёры, как Барбара Хаммер, Сью Фридрих, Трейси Моффатт, Сэди Беннинг и Исаак Жюльен нашли свой экспериментальный формат, отражающий их ви́дение вопросов политики идентичности.
Движение квиркор породило ряд экспериментальных квир-кинематографистов, таких как Джи Би Джонс (основатель движения) в 1990-х годах, а позднее Скотт Треливен и другие.

### Экспериментальное кино в вузах
За очень редкими исключениями (например, Кёртис Харрингтон), режиссёры, участвовавшие в этих ранних движениях, оставались вне господствующей коммерческой индустрии кино и развлечений. Некоторые из этих кинематографистов время от времени преподавали, а затем, начиная с 1966 года, многие стали профессорами в таких крупных вузах как Университет штата Нью-Йорк, Бард-колледж, Калифорнийский институт искусств, Массачусетский колледж искусства и дизайна, Колорадский университет в Боулдере, Институт искусств Сан-Франциско.
Многие практики экспериментального кино не имеют высшего образования.

## Показ и распространение
С 1946 года кинематографист Фрэнк Штауффахер руководил программой экспериментальных и авангардных фильмов «Искусство в кино» в Музее современного искусства Сан-Франциско.
С 1949 по 1975 год Международный фестиваль экспериментального кино в Кнокке-ле-Зуте (город Кнокке-Хейст, Бельгия) был самым известным фестивалем экспериментального кино в мире.
С 1947 по 1963 год основным дистрибьютером экспериментальных фильмов в США был киноклуб Cinema 16.
В 1962 году Йонас Мекас и ещё около двух десятков кинематографистов основали в Нью-Йорке организацию The Film-Makers' Cooperative. Вскоре открылись другие схожие организации: Canyon Cinema в Сан-Франциско, London Film-Makers' Co-op в Лондоне, Canadian Filmmakers Distribution Center в Канаде.
Следуя модели Cinema 16, экспериментальные фильмы крайне редко демонстрировались в публичных коммерческих кинотеатрах, предпочитая небольшие киноклубы, микро-кинотеатры, музеи, художественные галереи, архивы и кинофестивали.
По всему миру существуют организации, помогающие развивать экспериментальное кино. Это, например, Киноархив «Антология» (Нью-Йорк), Мастерская фильмов тысячелетия (Нью-Йорк), Британский институт кино (Лондон), Канадская государственная служба кинематографии (Монреаль).
Видное место занимает показ именно экспериментальных фильмов на таких кинофестивалях как Кинофестиваль в Анн-Арборе, Нью-Йоркский кинофестиваль (секция «Виды из авангарда»), Роттердамский кинофестиваль.

## Влияние на основные коммерческие медиа
Хотя экспериментальным кино интересуется относительно небольшое число киноведов, кинокритиков и историков кино, оно оказало и продолжает оказывать влияние на кинематограф, визуальные эффекты и монтаж.
Жанр «музыкальное видео» можно рассматривать как коммерциализацию многих приёмов и техник экспериментального кино. Также оно оказало заметное влияние на оформление титров фильмов и телерекламу.